# Moderna

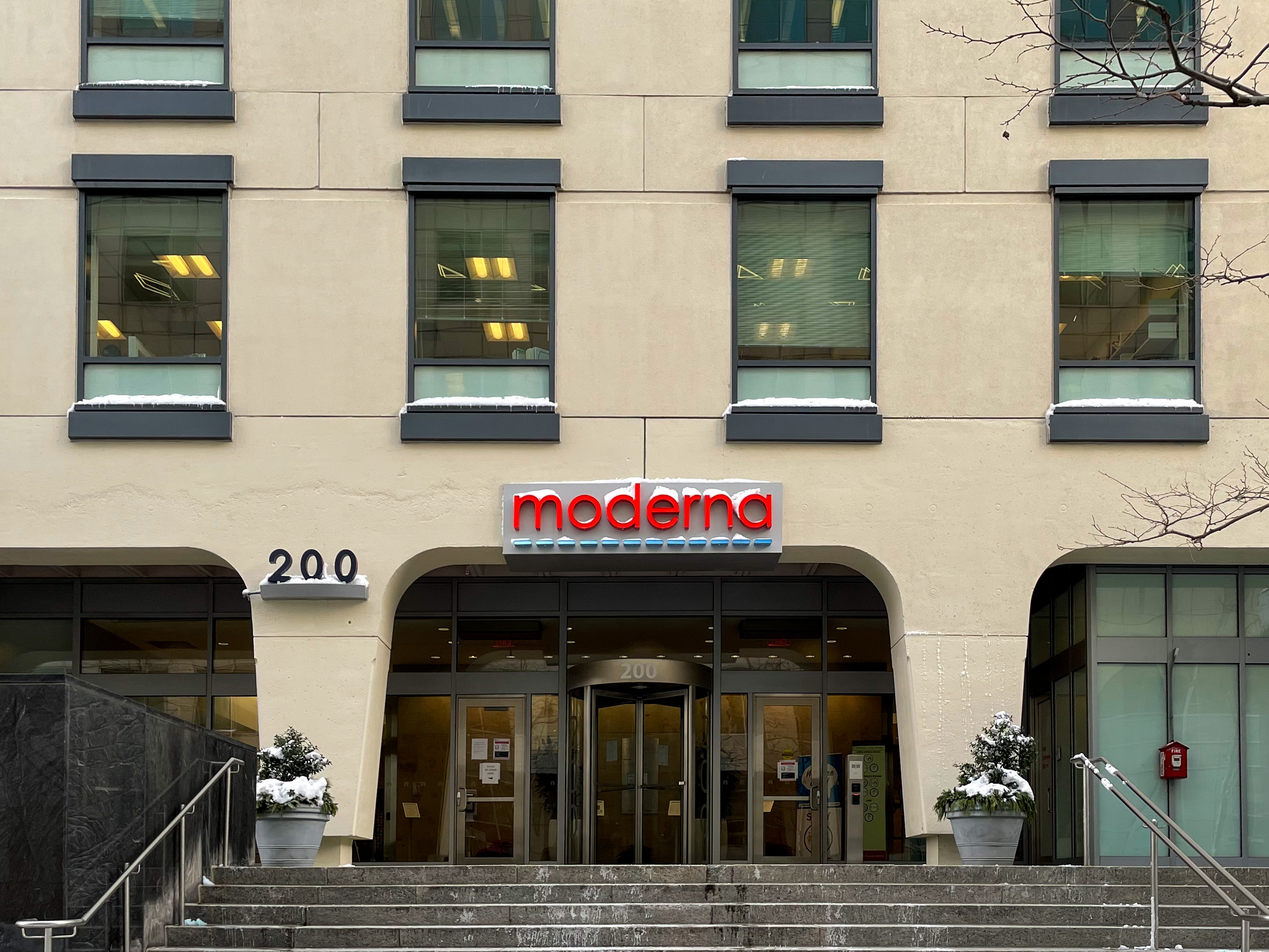
Hauptsitz in Cambridge, Massachusetts (2020)

Moderna, Inc. ist ein in Cambridge im US-Bundesstaat Massachusetts ansässiges Biotechnologieunternehmen, das sich auf die Entdeckung und Entwicklung von Arzneimitteln auf der Basis von Messenger-RNA (mRNA) konzentriert. Das Unternehmen stellt synthetische mRNA her, die Patienten injiziert werden kann.

## Firmengeschichte
Moderna wurde 2010 unter dem Namen ModeRNA gegründet. Es basiert auf Forschungen der Harvard University von Derrick Rossi, der eine Methode entwickelt hatte, um mRNA zu modifizieren, in menschliche Zellen zu transfizieren und mRNA in Stammzellen zu dedifferenzieren, die dann in die gewünschten Zelltypen differenzierten. Rossi wandte sich an das Mitglied der Harvard-Fakultät, Tim Springer, der der erste Investor von Moderna wurde, sowie an Kenneth R. Chien und Bob Langer als Mitbegründer, gefolgt von einem Treffen mit Noubar Afeyan, CEO von Flagship Ventures, um das neue Unternehmen zu kapitalisieren. Nach weiteren Validierungen der in Rossis Labor durchgeführten Experimente nahm das Unternehmen 2011 den Betrieb unter der Leitung von Stéphane Bancel als CEO auf. Im März 2013 unterzeichneten Moderna und AstraZeneca eine fünfjährige Exklusivoptionsvereinbarung zur Entdeckung, Entwicklung und Vermarktung von mRNA-Therapeutika zur Behandlung von Herz-Kreislauf-, Stoffwechsel- und Nierenerkrankungen sowie ausgewählten Krebszielen. Die Vereinbarung beinhaltete eine Vorauszahlung in Höhe von 240 Millionen US-Dollar an Moderna, eine Zahlung, die „eine der größten Erstzahlungen in einem Lizenzvertrag für die Pharmaindustrie war, bei dem kein Medikament bereits in klinischen Studien getestet wurde.“
Im Oktober 2013 finanzierte die Defense Advanced Research Projects Agency (DARPA) in Arlington, Virginia, ModeRNA mit 25 Millionen Dollar Wagniskapital.
Im Januar 2014 schlossen Moderna und Alexion Pharmaceuticals einen Vertrag über 125 Millionen US-Dollar für Orphan Diseases (schwere seltene Krankheiten). Alexion zahlte Moderna 100 Millionen US-Dollar für 10 Produktoptionen zur Entwicklung von Arzneimitteln gegen seltene Krankheiten mithilfe der mRNA-Therapeutics-Plattform von Moderna.
Im Januar 2016 gab Moderna den Beginn einer klinischen Phase-1-Studie für mRNA-1440 in Europa bekannt und reichte bei der Food and Drug Administration (FDA) einen „Investigational New Drug“-Antrag für die Entwicklung von mRNA-Impfstoffen gegen Infektionskrankheiten ein.
Hauptsächlich dank der hohen Nachfrage nach dem COVID-19-Impfstoff mRNA-1273 konnte Moderna im April 2021 erstmals einen Quartalsgewinn ausweisen.
Ende Mai 2025 kündigte das US Gesundheitsministerium einen Vertrag über 590 Millionen Dollar (525 Millionen Euro) über die Entwicklung eines mRNA-basierten Impfstoffes gegen die Vogelgrippe H5N1 als Massnahme zur Vorbeugung gegen eine weltweite Pandemie. Moderna prüft alternative Finanzierungen.

## Produktentwicklung
Moderna hat eine Vielzahl von mRNA-basierten Arzneimitteln in klinischen Studien. Das einzige vorläufig zugelassene Arzneimittel ist ein RNA-Impfstoff gegen das SARS-CoV-2-Virus (mRNA-1273). In der Produktentwicklung befinden sich unter anderem Impfstoffe und Therapeutika gegen seltene Krankheiten wie Methylmalonazidurie (MMA) und Propionazidämie (PA). Zudem forscht Moderna an personalisierten Krebsimpfstoffen. Moderna entwickelt einen mRNA-basierten Impfstoff gegen die Vogelgrippe H5N1.

## Impfstoff gegen das Corona-Virus
Siehe auch: mRNA-1273
Im Januar 2020 kündigte Moderna die Entwicklung eines Impfstoffs gegen die COVID-19-Viruserkrankung an, die unter der Leitung des aus Israel stammenden Tal Zaks, des Chefmediziners von Moderna, erfolgte. Tal Zaks wurde von der Ben-Gurion-Universität im Negev in Beʾer Scheva, seiner Alma Mater, Mitte November 2020 für seine Erfolge bei der Impfstoffentwicklung mit dem Ben-Gurion-Preis geehrt. Im März 2020 begann in Zusammenarbeit mit dem US-amerikanischen National Institute of Allergy and Infectious Diseases die Phase-I-Studie des Impfstoffkandidaten mRNA-1273 am Menschen. Das war weltweit die erste klinische Studie für einen SARS-CoV-2-Impfstoff-Kandidaten. Nachdem der Impfstoff ausreichende Antikörper-Titer erzeugt hatte, lief eine Phase-2-Studie an einer größeren Zahl von Probanden. Eine Phase-3-Studie mit Dosierungen zwischen 25 µg und 100 µg begann am 27. Juli. Laut einer Mitteilung vom 16. November 2020 hat der RNA-Impfstoff gegen das neuartige Virus eine Wirksamkeit von 94,5 Prozent. Untersucht wurden 30.000 Probanden und ob ein Ausbruch der Krankheit verhindert werden konnte. Bei 15.000 Menschen, die geimpft wurden, traten nur 5 symptomatische Fälle (keine schweren Verläufe) auf, in der Placebo-Gruppe waren es 90 (15 schwere Verläufe). Am 30. November 2020 war der Stand 11 Fälle (Verum) zu 185 Fälle (Placebo). Um die volle Wirksamkeit zu erreichen, müssen zwei Impfungen im Abstand von vier Wochen durchgeführt werden.
Am 18. Dezember 2020 teilte die FDA mit, dass sie dem Impfstoff eine Notfallzulassung erteilt habe. Am 6. Januar 2021 ließ die Europäische Kommission den Impfstoff in der Europäischen Union zu. Am 8. Januar 2021 erteilte auch die MHRA die Zulassung (als dritten Impfstoff) in Großbritannien. Am 23. Juli 2021 erteilte die Europäische Arzneimittel-Agentur eine Erweiterung der Zulassung für Kinder ab 12 Jahren.
Moderna gab im März 2022 im Rahmen von GAVI COVAX bekannt, auf den Patentschutz seines Corona-Impfstoffes in 92 Ländern mit niedrigen und mittleren Durchschnittseinkommen dauerhaft zu verzichten – unter der Voraussetzung, dass die Impfstoffe ausschließlich in diesen Ländern verwendet werden. Im August 2022 meldete Moderna, dass man Pfizer und BioNtech, die Tozinameran entwickelt hatten, in den USA (Massachusetts District Court) und Deutschland (Amtsgericht Düsseldorf) wegen angeblicher Patentverletzung verklagen werde.

## Produktionsstätten
Im Juli 2018 hatte Moderna seine Produktionsstätte in Norwood (Massachusetts) eröffnet. Dort können mRNA-basierte Wirkstoffe im frühen Stadium ihres Scale-ups unter GMP-Bedingungen hergestellt werden. Die Kapazität ist für jährlich mehr als 100 Chargen für die Phasen I + II einer Arzneimittelstudie projektiert. Zur Erweiterung ihrer Produktionskapazität insbesondere für den COVID-19-Impfstoffkandidaten mRNA-1273 und weitere zukünftige Produkte wurde im Mai 2020 der Abschluss einer 10-Jahres-Vereinbarung mit der Lonza Group bekannt gegeben.
Der Technologietransfer sollte im Juni 2020 beginnen, und die ersten Chargen von mRNA-1273 im Juli 2020 an Lonzas US-Standort Portsmouth (New Hampshire) hergestellt werden. Die Produktionskapazität für mRNA-1273 wurde mit Lonza auf eine halbe Milliarde Dosen jährlich – berechnet auf eine Menge von 100 µg pro Dosis – aufgestockt. 300 Millionen Dosen sollen am Standort Visp gefertigt werden.
Die Konfektionierung, Abfüllung und Auslieferung erfolgt bei Laboratorios Farmacéuticos Rovi. Der Start der Massenproduktion erfolgte in den USA im September 2020, in der Schweiz im Dezember 2020. Im Januar 2021 hatte Swissmedic die Anlage in Visp zur Wirkstoffproduktion des COVID-19-Impfstoffs freigegeben, im März 2021 folgte die Betriebsbewilligung für die zweite Anlage. Moderna plant ein neues Werk in Kenia, in welchem ab 2023 bis zu 500 Millionen Dosen Impfstoffe für den afrikanischen Kontinent hergestellt werden sollen.